# Parc Audiovisual de Catalunya
El Parc Audiovisual de Catalunya és un centre de producció dedicat a la creació audiovisual a Terrassa. Està format per 4 platós, espais per al rodatge de pel·lícules, publicitat i televisió així com un clúster d'empreses del sector audiovisual. El centre es troba a l'antic Hospital del Tòrax al peu del Parc Natural de Sant Llorenç del Munt. Va ser endegat per l'Ajuntament de Terrassa amb el suport de la Generalitat de Catalunya des de 2005 per fomentar la indústria audiovisual. La Generalitat, Terrassi i L'Hospitalet de Llobregat s'han aliat per formar junts «l'epicentre de la innovació audiovisual».
Moltes produccions audiovisuals internacionals i nacionals, reconeguts títols cinematogràfics, llargues campanyes publicitàries fan del Parc Audiovisual un centre de producció audiovisual de referència.
A més dels espais específics destinats a la creació audiovisual, s'hi ha instal·lat un clúster d'empreses de serveis complementàries al sector: dissenyadors gràfics, fotògrafs, productora de dibuixos animats o empreses de telecomunicacions i noves tecnologies.
S'hi ha incorporat el Centre de Conservació i Restauració de la Filmoteca de Catalunya. S'hi troba també el Film Office, que és un oficina que gestiona tots els permisos de rodatges que es realitzen a localitzacions de la ciutat de Terrassa des de l'any 2004. Disposa d'una xarxa de contactes que permet oferir als productors totes les possibilitats logístiques, comoditats i serveis per facilitar el rodatge. Ha de contribuir a promoure Terrassa com a localització cinematogràfica i propagar el sector audiovisual terrassenc en l'àmbit nacional i internacional.
El Parc Audiovisual aida els alumnes de diverses escoles de cinema com ara l'Escola de cinema de Barcelona, l'Escola Superior de Cinema i Audiovisuals o la Universitat de Barcelonai també una sensibilització dels alumnes dels centres d'educació secundària. El 2018 s'hi va estrenar el centre d'empreses emergents Torax Media.

## Història
L'hospital històric de l'arquitecte Mariano Morán i Fernández Cañedo es va inaugurar el 1952 en plena dictadura franquista. Per l'avança de la medicina devers la fi del segle xx va perdre el seu paper. Una ala va accolir malalts mentals de 1991 fins a 2009, quan l'edifici va perdre qualsevol activitat medical. La transformació en centre de producció audiovisual va començar l'any 2005 i paral·lelament es començaven a rodar amb periodicitat espots publicitaris, llargmetratges i curtmetratges fent servir els primers platós (1 i 2) així com l'edifici antic com a localització de rodatge. Al començament no hi havia cap altra instal·lació ni cap dels serveis típics d'un centre de producció audiovisual.
En aquells primeres anys, entre d'altres, s'hi van rodar les pel·lícules com ara Fràgils, El maquinista, La monja, Ouija, Lo mejor que le puede pasar a un cruasán. A partir del 2007 es van estrenar les oficines estables del Parc, encara amb els dos platós, i l'activitat comença a créixer, al mig de les obres.
L'any 2011 hi ha quatre platós, dos de 1200 metres quadrats, un de 600 metres quadrats i un altre 400 metres quadrats així com els espais necessaris per a una producció: oficines, sales pels equips de producció, vestuaris, magatzems, taller d'art, bugaderia, parking, etc. D'aleshores ençà augmenta la producció i el parc esdevé un dels centres de producció més importants de Catalunya i Espanya. El 2020 es va llençar un projecte per eixamplar el parc amb un nou centre amb sis platós de 1.500 metres quadrats, dos de 800 metres quadrats i un altre de 500 metres quadrats, equipats amb l’última tecnologia adaptada.

## Unes produccions acollides

### Cinema
- REC 2 (de Jaume Balagueró i Paco Plaza, amb Jonathan Mellor, Ariel Casas i Manuela Velasco)[7]
- Spanish Movie (de Jesus Caldera, amb Sílvia Abril, Joaquín Reyes i Leslie Nielsen)
- Els ulls de la Júlia (de Guillem Morales, amb Belén Rueda i Lluís Homar)
- Agnòsia (d'Eugenio Mira, amb Eduardo Noriega i Bàrbara Goenaga)
- Mentre dorms (de Jaume Balagueró, amb Luís Tosar, Marta Etura i Alberto San Juan)
- The Pelayos (d'Eduard Cortés, amb Daniel Brühl i Sonia Casademont)[4]
- Tengo ganas de ti (de Fernando González Molina, amb Mario Casas i Maria Valverde)
- Mama (d'Andy i Bárbara Muschietti, amb Nikolaj Coster-Waldau i Jessica Chastain)
- Els últims dies (d'Àlex i David Pastor, amb José Coronado, Quim Gutiérrez i Marta Etura)
- Grand Piano (d'Eugenio Mira, amb Ellijah Wood i John Cusack)[8]

### Televisió
- APM? (TV3)
- Página 2 (TVE)
- Ermessenda (Ovideo / TV3)
- En clau de vi (Imagic Telecom / TV3)[9]
- El món dels súpers (TV3)
- Insuperables (TVE)
- Uno de los nuestros (TVE)
- El número 1 (Antena 3)
- Operación Triunfo (TVE / Prime Video)

### Videoclips
- Shakira - «Sale el sol», «Gipsy» i un clip de propaganda de Danone[10]
- City's Last Noise (Evil Love)
- Micachu (Laneta)